# Когнитивная терапия на основе осознанности
Когнитивная терапия на основе осознанности (КТНОО) (англ. Mindfulness-based cognitive therapy (MBCT)) — это подход в психотерапии, который использует методы когнитивно-поведенческой терапии (КПТ) в сочетании с медитативными практиками осознанности и аналогичными психологическими стратегиями. Первоначально он был создан для профилактики рецидивов у людей с тяжелым депрессивным расстройством (БДР). Акцент на БДР и когнитивных процессах отличает КТНОО от других методов терапии, основанных на осознанности. Например, снижение стресса на основе осознанности (MBSR) — это более обобщённая программа, которая также использует практику осознанности. MBSR — это программа группового вмешательства, подобная КТНОО, которая использует осознанность, чтобы помочь улучшить жизнь людей с хроническими клиническими заболеваниями и жизнью в условиях высокого стресса.
В КТНОО используются методы, когнитивно-поведенческой терапии (КПТ), такие как разъяснение больному механизмов депрессии и роли, которую когнитивная функция играют в ней. Когнитивная терапия на основе осознанности заимствует методы когнитивно-поведенческой терапии (КПТ) и применяет аспекты осознанности к своему подходу. Одним из примеров может быть «децентрирование», сосредоточение на том, чтобы осознавать все входящие мысли и чувства и принимать их, но не привязываться к ним и не реагировать на них. Этот процесс направлен на то, чтобы помочь человеку освободиться от самокритики, размышлений и дисфорических настроений, которые могут возникнуть при реакции на негативные модели мышления.
Как и КПТ, КТНОО опирается на этиологическую теорию о том, что, когда люди, уже пережившие депрессивный эпизод в прошлом, испытывают психологический дистресс, они возвращаются к автоматическим когнитивным процессам, которые могут спровоцировать рецидив депрессии. Цель КТНОО состоит в том, чтобы прервать эти автоматические процессы и научить пациентов меньше реагировать на поступающие стимулы, а вместо этого принимать и наблюдать их непредвзято и без суждения. Как и MBSR, эта практика осознанности побуждает участника замечать автоматические процессы и изменять свою реакцию на более рефлексивную. Что касается развития, то КТНОО делает упор на осознание мыслей, и это помогает индивидам распознавать негативные мысли, ведущие к неприятным, болезненным размышлениям. Существует теория, что данный аспект когнитивной терапии на основе осознанности ответственен за наблюдаемые клинические исходы.
Помимо использования когнитивной терапии на основе осознанности для уменьшения депрессивных симптомов, исследования подтверждают эффективность медитации осознанности в снижении прямой тяги у людей с проблемами злоупотребления психоактивными веществами. Известно, что аддикция связана с нарушениями в префронтальной коре головного мозга, которая обычно позволяет отсрочить немедленное получение вознаграждения лимбической системой в пользу более долгосрочных выгод. Прилежащее ядро вместе с вентральной тегментальной областью составляет центральное звено в мозговой системе «награды». Прилежащее ядро также является одной из структур мозга, наиболее тесно вовлечённых в процесс развития наркотической зависимости. В эксперименте с курильщиками медитация осознанности, практикуемая в течение двух недель (в общей сложности пять часов медитации), уменьшила курение примерно на 60 % и уменьшила их прямую тягу, даже для тех курильщиков, которые ранее не имели намерения бросить курить. Нейровизуализация среди тех, кто практикует медитацию осознанности, обнаруживает повышенную активность в префронтальной коре.

## История
В 1991 году Филип Барнард и Джон Тисдейл создали многоуровневую концепцию разума под названием «Взаимодействующие когнитивные подсистемы» (ICS). Модель ICS основана на концепции Барнарда и Тисдейла о том, что ум имеет несколько режимов, которые отвечают за получение и обработку новой информации когнитивно и эмоционально. Эта концепция связывает подверженность человека к депрессии в той степенью, в которой он полагается только на один из модусов ума, непреднамеренно блокируя другие модусы. Два основных режима ума — это режим «делания» и режим «бытия». Режим «делания» также известен как «управляемый» режим. Этот режим очень ориентирован на цель и срабатывает, когда ум замечает несоответствие между тем, как обстоят дела, и тем, как ум хочет, чтобы все было.
Второй основной модус ума — это модус «бытия». Этот режим не фокусируется на достижении конкретных целей, вместо этого акцент делается на принятии и допущении того, что есть, без какого-либо немедленного давления, чтобы изменить его. Центральным компонентом ИС является метакогнитивное осознание: способность переживать негативные мысли и чувства как ментальные события, которые проходят через ум, а не как часть «я». Люди с высоким метакогнитивным осознанием способны легче избегать депрессии и негативных мыслительных паттернов во время стрессовых жизненных ситуаций, по сравнению с людьми с низким метакогнитивным осознанием. Метакогнитивное осознание регулярно отражается через способность индивида к децентрации. Децентрирование — это способность воспринимать мысли и чувства как непостоянные и объективные явления в уме.
В модели Барнарда и Тисдейла психическое здоровье связано со способностью индивида отключаться от одного режима или легко перемещаться между режимами ума. Индивидуумы, способные гибко перемещаться между модусами ума в зависимости от условий окружающей среды, находятся в наиболее благоприятном состоянии. Модель ICS теоретизирует, что режим «бытия» является режимом ума, который с наибольшей вероятностью приведет к длительным эмоциональным изменениям. Поэтому, чтобы предотвратить рецидив депрессии, когнитивная терапия должна способствовать этому режиму. Это привело Тисдейла к созданию КТНОО, в которой продвигается режим «бытия».
В разработке КТНОО заметен вклад Зинделя Сигала и Марка Уильямса, который частично основан на программе снижения стресса на основе осознанности, разработанной Джоном Кабат-Зином. Теории, лежащие в основе основанных на осознанности подходов к психологическим проблемам, построены на идее, что осознание вещей в настоящем, а не сосредоточение на прошлом или будущем, позволит индивиду быть более склонным иметь дело с текущими стрессорами и тревожными чувствами с гибким и приемлемым мышлением, а не избегать и, следовательно, продлевать их.

## Практика
Когнитивная терапия на основе осознанности (КТНОО) — это групповые занятия, которые длятся восемь недель. В течение этих восьми недель существует еженедельный курс, который длится два часа, и один дневной урок после пятой недели. Тем не менее, большая часть практики выполняется вне группы, самостоятельно, когда участник использует опыт управляемых медитаций и пытается культивировать осознанность в своей повседневной жизни.
КТНОО ставит во главу угла обучение вниманию или целенаправленной концентрации, в каждый момент и, самое главное, без осуждения. Благодаря осознанности человек может осознать, что удержание некоторых чувств неэффективно и даже разрушительно для психики. КТНОО фокусируется на том, чтобы люди узнавали и осознавали свои чувства, вместо того чтобы фокусироваться на изменении чувств. Внимательность также рассматривается Фултоном и др. быть полезным для терапевтов во время сеансов терапии.
КТНОО — это программа, разработанная специально для выявления склонности к депрессивному рецидиву. На протяжении всей программы пациенты обучаются навыкам управления разумом, что приводит к повышению метакогнитивной осведомленности, принятию негативных мыслительных паттернов и способности умело на них реагировать. Во время КТНОО пациенты учатся децентрировать свои негативные мысли и чувства, позволяя уму перейти от автоматического мыслительного паттерна к сознательной эмоциональной обработке. Когнитивную терапия на основе осознанности можно использовать в качестве альтернативы поддерживающей антидепрессантной терапии, хотя она может и не иметь большей эффективности.
Хотя основной целью КТНОО является предотвращение рецидива депрессивной симптоматики, клиницисты разрабатывают способы, с помощью которых этот подход можно использовать для лечения физических симптомов других заболеваний, таких как диабет и онкология. Клиницисты также открывают способы использования когнитивной терапии на основе осознанности для лечения тревоги и усталости, связанных с этими заболеваниями.

## Оценка эффективности
Метаанализ, проведенный Якобом Питом и Эсбеном Хугаардом из Университета Орхуса, Дания, показал, что когнитивная терапия на основе осознанности может быть жизнеспособным вариантом для людей с БДР в предотвращении рецидива заболевания. Различные исследования показали, что КТНОО наиболее эффективна с людьми, которые имеют в анамнезе по крайней мере три или более прошлых эпизода БДР. В этой популяции участники с депрессивными эпизодами, вызванными жизненными событиями, были наименее восприимчивы к МБКТ. Согласно метаанализу 2017 года, вмешательства, основанные на осознанности, поддерживают снижение депрессивных и тревожных симптомов, в дополнение к общему уровню стресса пациента.
Основанная на КТНОО программа, предложенная английским фондом «Tees, Esk and Wear Valleys NHS Foundation Trust», предоставляющим услуги в области психического здоровья, показала значительные улучшения показателей психологического дистресса, риска эмоционального выгорания, самосострадания, тревоги, беспокойства, психического благополучия и сострадания к другим людям после завершения ретритов. Исследования подтверждают, что MBCT приводит к увеличению осознанности, которая предполагает повышенное осознание настоящего момента, децентрирование и принятие, в дополнение к снижению дезадаптивных когнитивных процессов, таких как суждение, реактивность, размышление и подавление мысли. Результаты метаанализа 2017 года подчеркивают важность домашней практики и ее связь с благоприятными результатами для интервенций, основанных на осознанности.